# Itapirú (1866)
El Itapirú fue un buque de vapor de la Armada Argentina que participó como transporte armado de la Guerra del Paraguay.

## Historia

### Feliz Colón (1864)
El vapor a ruedas Feliz Colón fue construido en 1864 en astilleros de la Boca del Riachuelo por encargo de José Catoni y destinado al tráfico entre las ciudades de Concordia y Gualeguaychú.
Con casco de hierro y aparejo de pailebot era impulsado por una máquina de vapor oscilante de dos cilindros con una potencia de 40 HP alimentado por una caldera tipo locomotora que movía dos ruedas laterales y le permitía alcanzar una velocidad de crucero de 6 nudos y máxima de 8. Tenía 24.80 m de eslora, 3.72 m de manga, 1.55 m de puntal, un calado de 1.24 m y un desplazamiento de 40 t.
En 1866, ya iniciada la Guerra del Paraguay, fue arrendado por el gobierno de la República Argentina y con pabellón de guerra argentino pero con tripulación y mando civil fue destinado al río Uruguay afectado a operaciones logísticas.

### Itapirú (1866)
En diciembre de 1866 los mandos de la marina argentina juzgaron oportuno proceder a la compra, que se hizo efectiva en la suma de 700 onzas de oro,  incorporándose a la Armada con el nombre de Itapirú al mando del teniente Carlos Reghini. Montaba a popa un cañón de bronce giratorio de a 2 y era tripulado por entre 7 y 10 hombres.
Hasta el fin del conflicto continuó operando como aviso ligero al mando sucesivo de Reghini, del capitán Guillermo Laurence, Eulogio Díaz y Martín Guerrico. Después de la guerra, con el nombre Río Negro fue destinado con similares funciones al río de ese nombre para lo que fue remolcado hasta Carmen de Patagones por el vapor de transporte Rosetti, arribando a esa ciudad del sur bonaerense el 20 de mayo de 1872.

### Río Negro (1872)
Incorporado a la escuadrilla del Río Negro al mando de Clodomiro Urtubey, junto al Río Limay navegó en misión de exploración hasta Choele Choel. Durante la expedición fueron muertos por los indios al desembarcar en busca de agua para la caldera el aspirante Nicanor Rodríguez y el timonel Nicanor Martínez. 
En 1873, nuevamente al mando de Guerrico, efectuó varios viajes entre su apostadero de Patagones y Choele Choel. En septiembre fue asignado como pontón estacionario en Patagones al mando de un contramaestre: la falta de agua dificultaba la navegación y se había comprobado que la leña de la región no era apropiada para la caldera, por lo que la falta de carbón piedra era una seria limitante.
Durante 1874 permaneció en similar función al mando del subteniente Britaldo Palacios, con algunos viajes río arriba si las condiciones de navegabilidad lo permitían. En una de esas oportunidades transportó una comisión compuesta por el perito Francisco Pascasio Moreno, el doctor Carlos Berg, Guerrico, el capitán Rafael Blanco y el entonces subteniente Martín Rivadavia. 
Al mando de Palacios y del teniente Jorge H. Balmes cumplió similares funciones en 1875. El siguiente año pasó sin comando militar a las órdenes de la Jefatura de la Frontera Sur afectado a tareas de apoyo logístico a las unidades del Ejército Argentino desplazadas en la zona.
Por la falta de mantenimiento y las condiciones rigurosas de uso debió ser finalmente desafectado como transporte y pasó estacionario a la boca del Río Negro como pontón al servicio de los prácticos de dicho río. En agosto de 1888 un violento temporal lo arrojó contra la costa y naufragó, siendo sus restos desguazados.